# 함성중학교 여자 축구부
함성중학교 여자축구단(Hamsung Middle School Women's Football Club)은 대한민국의 중학교 여자 축구단이다.

## 같이 보기
- 함성중학교